# Rhabdopterus weisei
Rhabdopterus weisei är en skalbaggsart som först beskrevs av Schaeffer 1920.  Rhabdopterus weisei ingår i släktet Rhabdopterus och familjen bladbaggar. Inga underarter finns listade i Catalogue of Life.